# AMDR
L'AMDR, acronimo di Acceptable Macronutrients Distribution Range, o tradotto in italiano come Range Accettabile nella Distribuzione dei Macronutrienti, è un sistema di raccomandazioni nutrizionali per identificare l'apporto di ideale dei macronutrienti (carboidrati, proteine, grassi) all'interno di un range variabile, per coprire il fabbisogno calorico quotidiano. Questo può essere usato assieme alla Dose giornaliera raccomandata (RDA).
Ognuno dei tre nutrienti dal valore energetico contribuisce ad apportare una parte del fabbisogno calorico totale (conteggiato in chilocalorie) di una persona, e tali contributi variano in relazione alla loro distribuzione all'interno dell'apporto calorico. È stato determinato che una dieta che fornisce i macronutrienti nelle proporzioni all'interno di questo range variabile è in grado di fornire l'energia e i nutrienti adeguati, e riduce il rischio di malattie croniche.

## Acceptable Macronutrients Distribution Range (AMDR)

### Adulti (>18 anni)
- Carboidrati: 45-65% Kcal
- Grassi: 20-35% Kcal
- Proteine: 10-35% Kcal

### Giovani (4-18 anni)
- Carboidrati: 45-65% Kcal
- Grassi: 25-35% Kcal
- Proteine: 10-30% Kcal

### Giovani (0-4 anni)
- Carboidrati: 45-65% Kcal
- Grassi: 30-40% Kcal
- Proteine: 5-20% Kcal

### Lipidi
L'apporto di lipidi, per tutte le età, viene ulteriormente suddiviso in:
- Acidi grassi polinsaturi omega-6: 5-10% Kcal
- Acidi grassi polinsaturi omega-3: 0,6-1,2% Kcal

*approssimativamente il 10% del totale può provenire da acidi grassi a catena lunga omega-3 e omega-6.

### Ulteriori indicazioni
- assumere meno fonti di colesterolo possibile;
- assumere meno fonti di grassi trans possibile;
- assumere meno fonti di grassi saturi possibile;
- non assumere più del 25% dell'apporto energetico totale da zuccheri liberi;

### Esempio
In un ipotetico fabbisogno calorico di 2000 kcal per un adulto e la relativa quantità in grammi:
- Carboidrati: 900-1300 Kcal = ~225-325 gr
- Grassi: 400-700 Kcal = ~44-77 gr
- Proteine: 200-700 Kcal = ~50-175 gr